# Khin Maung Aye
Khin Maung Aye (* um 1930) ist ein burmesischer Badmintonspieler. 

## Karriere
Khin Maung Aye wurde in der Saison 1952/1953 erstmals nationaler Meister in Myanmar. Zehn weitere Titelgewinne folgten bis 1963. Acht Mal war er dabei von 1953 bis 1960 im Einzel in Serie erfolgreich.

## Sportliche Erfolge
| Saison  | Veranstaltung              | Disziplin    | Platz | Name                              |
| ------- | -------------------------- | ------------ | ----- | --------------------------------- |
| 1952/53 | Myanmarische Meisterschaft | Herreneinzel | 1     | Khin Maung Aye                    |
| 1953/54 | Myanmarische Meisterschaft | Herreneinzel | 1     | Khin Maung Aye                    |
| 1954/55 | Myanmarische Meisterschaft | Herreneinzel | 1     | Khin Maung Aye                    |
| 1955/56 | Myanmarische Meisterschaft | Herreneinzel | 1     | Khin Maung Aye                    |
| 1956/57 | Myanmarische Meisterschaft | Herreneinzel | 1     | Khin Maung Aye                    |
| 1957/58 | Myanmarische Meisterschaft | Herrendoppel | 1     | Khin Maung Aye / Win Maung        |
| 1957/58 | Myanmarische Meisterschaft | Herreneinzel | 1     | Khin Maung Aye                    |
| 1958/59 | Myanmarische Meisterschaft | Herreneinzel | 1     | Khin Maung Aye                    |
| 1959/60 | Myanmarische Meisterschaft | Herreneinzel | 1     | Khin Maung Aye                    |
| 1961/62 | Myanmarische Meisterschaft | Mixed        | 1     | Khin Maung Aye / Myint Myint Khin |
| 1962/63 | Myanmarische Meisterschaft | Mixed        | 1     | Khin Maung Aye / Myint Myint Khin |